# Mobula (rodzaj)
Mobula – rodzaj ryb chrzęstnoszkieletowych z rodziny mantowatych (Mobulidae).

## Rozmieszczenie geograficzne
Do rodzaju należą gatunki występujące w wodach Oceanu Indyjskiego (w tym Morze Czerwone), Oceanu Spokojnego i Oceanu Atlantyckiego (w tym Morze Śródziemne).

## Morfologia
Długość ciała do 910 cm; masa ciała (największa opublikowana) 3 t.  

## Systematyka
Rodzaj zdefiniował w 1810 roku francusko-amerykański przyrodnik Constantine Samuel Rafinesque w publikacji własnego autorstwa poświęconej ichtiologii Włoch i Sycylii. Gatunkiem typowym jest (oznaczenie monotypowe) mobula (M. mobular) .

### Etymologia
- Mobula: epitet gatunkowy Raia mobular Bonnaterre, 1788; etymologia niejasna[19] (być może od łac. mobilis ‘ruchliwy, przemieszczający się’, w aluzji nawyków migracyjnych mobuli; lub kors. tavila cornuta ‘rogaty stół’, być może jest to aluzja do tego, co w niektórych językach romańskich określa się jako „ruchome” lub nieruchome meble, porównując mobulę do dużego mebla (np. stołu), który się porusza; lub jakaś lokalna nazwa używana na Azorach)[20].
- Apterurus: gr. απτερος apteros ‘bezskrzydły’, od negatywnego przedrostka α- a- ‘bez’; -πτερος -pteros ‘-skrzydły’, od πτερον teron ‘skrzydły’[21]; ουρα oura ‘ogon’[22][23]. Gatunek typowy (oznaczenie monotypowe): Apterurus fabroni Rafinesque, 1810 (= Raia mobular Bonnaterre, 1788).
- Cephalopterus i Cephaloptera: gr. κεφαλη kephalē ‘głowa’; πτερος pteros ‘płetwiasty’, od πτερον pteron ‘skrzydło, płetwa’[24][25]. Gatunek typowy: (późniejsze oznaczenie) Raja giorna Lacépède, 1803 (= Raja birostris Walbaum, 1792)[26] (Risso); (absolutna tautonimia) Raja cephaloptera Bloch & Schneider, 1801 (= Raia mobular Bonnaterre, 1788) (Cuvier).
- Dicerobatus (Dicerobatis): gr. δικρος dikroοs ‘rozszczepiony, rozwidlony’[27]; βατoς batos lub βατις batis ‘płaska ryba, zwykle stosowana w odniesieniu do płaszczki lub rai’[28][29]. Gatunek typowy (późniejsze oznaczenie): Raia mobular Bonnaterre, 1788[30].
- Manta: hiszp. manta ‘duży koc’; w aluzji do podobieństwa manty do koca[31]. Gatunek typowy (oznaczenie monotypowe): Cephalopterus manta Bancroft, 1829 (= Raja birostris Walbaum, 1792).
- Ceratoptera: gr. κερας keras, κερατος keratos ‘róg’[32]; πτερον pteron ‘skrzydło, płetwa’[33][34]. Gatunek typowy (późniejsze oznaczenie monotypowe): Cephaloptera giorna Lesueur, 1824 (= Raja birostris Walbaum, 1792)[35].
- Pterocephalus: gr. πτερον pteron ‘skrzydło, płetwa’[33]; -κεφαλος -kephalos ‘-głowy’, od κεφαλη kephalē ‘głowa’[36][37].
- Brachioptilon: gr. βραχιων brachiōn, βραχιoνos brachionos ‘górna część ramienia’[38]; πτιλον ptilon ‘pióro’[39]. Gatunek typowy (oznaczenie monotypowe): Brachioptilon hamiltoni Hamilton & Newman, 1849 (= Raja birostris Walbaum, 1792).
- Diabolicthys: gr. διαβολος diabolos ‘diabeł’[40]; ιχθυς ikhthus ‘ryba’[41], Gatunek typowy (oznaczenie monotypowe): Diabolicthys elliotti Holmes, 1856 (= Raja birostris Walbaum, 1792).
- Ceratobatis: gr. κερας keras, κερατος keratos ‘róg’[32]; βατoς batos lub βατις batis ‘płaska ryba, zwykle stosowana w odniesieniu do płaszczki lub rai’[28]. Gatunek typowy (oznaczenie monotypowe): Ceratobatis robertsii Boulenger, 1897 (= Cephalopterus hypostomus Bancroft, 1831).
- Daemomanta: gr. δαιμων daimōn ‘bóstwo, duch’[42]; rodzaj Manta Bancroft, 1829. Gatunek typowy (oryginalne oznaczenie (również monotypowe)): Ceratoptera alfredi Krefft, 1868.
- Indomanta: łac. India ‘Indie’[43]; rodzaj Manta Bancroft, 1829. Gatunek typowy (oryginalne oznaczenie): Indomanta tombazii Whitley, 1936 (nomen dubium).

### Podział systematyczny
Do rodzaju należą następujące występujące współcześnie gatunki:
- Mobula alfredi (Krefft, 1868)
- Mobula birostris (Walbaum, 1792) – manta[44]
- Mobula eregoodoo (Cantor, 1849)
- Mobula hypostoma (Bancroft, 1831)
- Mobula kuhlii (Valenciennes, 1841)
- Mobula mobular (Bonnaterre, 1788) – mobula[45]
- Mobula munkiana Notarbartolo-di-Sciara, 1987
- Mobula tarapacana (Philippi, 1892)
- Mobula thurstoni (Lloyd, 1908)

Opisano również gatunki wymarłe:
- Mobula cappettae Jonet, 1976[46] (Europa; miocen)
- Mobula fragilis (Cappetta, 1970)[47] (Afryka; miocen)
- Mobula hynei (Bourdon, 1999)[48] (Ameryka Północna; pliocen)
- Mobula lorenzolizanoi Laurito Mora, 1999[49] (Ameryka Środkowa)
- Mobula loupianensis Cappetta, 1970[50] (Europa; miocen)
- Mobula melanyae (Case, 1980)[51] (Ameryka Północna; miocen)
- Mobula pectinata Cappetta, 1970[52] (Europa; miocen)